# Bella Darvi
Bella Darvi (Sosnowiec, Silesia, 23 de octubre de 1928-Montecarlo, 11 de septiembre de 1971), cuyo nombre de nacimiento era Bayla Wegier, fue una actriz de cine, teatro y televisión polaca, activa en Francia y Estados Unidos.

## Biografía
Bella Darvi fue hija de un matrimonio con ascendencia judía conformado por Chaym Wegier, un panadero, y su esposa, Chaya (de soltera, Zygelbaum). Se crio con sus tres hermanos, Robert, Jacques y Jean Isidore, y su hermana, Sura. La familia se mudó a Francia cuando ella tenía un año. Cuando los alemanes invadieron Francia al inicio de la Segunda Guerra Mundial, la madre huyó al sur del país con su hermana y dos hermanos. Darvi y su hermano Robert decidieron quedarse en París para estudiar. Ambos fueron finalmente encarcelados por el gobierno de Vichy debido a su origen polaco y su hermano mayor, Robert, murió en un campo de concentración. Darvi hablaba perfectamente varios idiomas, incluyendo francés, inglés, alemán, italiano y polaco.
Tuvo una existencia muy cruda y difícil tras ser encarcelada por los nazis durante la Segunda Guerra Mundial, y fue liberada en 1943 después de tres años, gracias a los esfuerzos de su madre, con quien se fue a vivir cerca de Toulouse. Tras casarse con un empresario en 1950, se trasladó con él a Mónaco. Fue descubierta en la Costa Azul por la esposa del magnate Darryl F. Zanuck, quien consideraba que tenía un atractivo cinematográfico similar al de la actriz Ingrid Bergman. En 1952, tras divorciarse, voló a Los Ángeles y se mudó a la casa de los Zanuck, dispuestos a convertirla en una estrella, y tomó clases de actuación. En agosto de 1953, firmó un contrato con el magnate, que cambió su nombre verdadero por el de Bella Darvi. Darvi era una combinación de los nombres de pila de Zanuck y su esposa, Virginia Fox.

## Carrera
Darvi tuvo una irregular carrera cinematográfica tanto en Estados Unidos como en países europeos, llegando a trabajar con actores de la talla de Victor Mature, Richard Widmark y Kirk Douglas.
En 1954, la película Sinuhé, el egipcio iba a ser protagonizada por Marlon Brando; pero, ante sus rivalidades y enfrentamientos durante el rodaje con Darvi, decidió renunciar y fue finalmente reemplazado por Edmund Purdom.

### Filmografía
| Año  | Película                       | Papel                  |
| ---- | ------------------------------ | ---------------------- |
| 1954 | El diablo de las aguas turbias | Denise Montel          |
| 1954 | Sinuhé, el egipcio             | Nefer                  |
| 1955 | The Racers                     | Nicole                 |
| 1955 | Je suis un sentimental         |                        |
| 1956 | Je reviendrai à Kandara        | Pascale Barret         |
| 1958 | Rafles sur la ville            | Cri Cri                |
| 1958 | Le Gorille vous salue bien     | Isolène                |
| 1958 | Pia de' Tolomei                | Bice                   |
| 1959 | La donna di Ghiaccio           | Adriana Savelli        |
| 1959 | Enigme aux Folies-Bergère      | Solange                |
| 1959 | Le Pain des Jules              |                        |
| 1959 | Il rossetto                    | Nora, madre de Silvana |
| 1961 | L'Urlo dei bolidi              |                        |
| 1969 | Le bourgeois gentil mec        |                        |
| 1971 | Les Petites Filles modèles     | Mme. de Rosbourg       |

### Televisión
| Año  | Película             | Papel                              |
| ---- | -------------------- | ---------------------------------- |
| 1954 | What's My Line?      | ella misma/miembro de la audiencia |
| 1957 | Conflict             |                                    |
| 1962 | The Dick Powell Show | Renee                              |

## Vida personal
Se casó con un hombre de negocios, Alban Cavalcade, el 7 de octubre de 1950, con el que viajó a Mónaco. Tras su divorcio en 1952, se convirtió en la amante de Darryl Zanuck, situación que influyó seriamente en su carrera cinematográfica en Estados Unidos. También se la relacionó sentimentalmente con Robert Stack y Brad Dexter.
Zanuck, que había dejado a su esposa para estar junto a Darvi, la abandonó al poco tiempo tras descubrir que ella era bisexual. Tiempo después, la actriz revelaría esta orientación públicamente al declarar que en su vida había salido con mujeres.
«Fui culpable de egolatría», diría más tarde Zanuck sobre su intento de convertir a Darvi en una estrella.
El 13 de noviembre de 1960, Darvi se casó con Claude Rouas, un camarero de un restaurante, en Las Vegas; el matrimonio fue anulado en menos de un año.
Su vida fue muy perseguida por los tabloides de la época debido a sus múltiples y esporádicos romances con famosos y personajes poderosos como Jean-Pierre Aumont, Alexander D’Arcy, el príncipe Ali Khan, Erich Maria Remarque, Renato Grassi, Marc Michel, Jerry Haskell, Philippe Lemaire y John Ireland.
Su vida privada estuvo marcada por los excesos, ya que era una adicta empedernida de los juegos de casino y el alcohol. Su obsesión por el juego la llevó a empeñar sus joyas, pieles, ropa y muebles. En febrero de 1959 se vio obligada a reducir sus malos hábitos cuando resultó herida de gravedad en un accidente de coche en París, cuando el taxi en el que viajaba fue golpeado por otro automóvil y fue llevada a un asilo parisino durante tres meses para recuperarse.

## Nominaciones
- 1954: Nominada al Globo de Oro a la nueva estrella del año.[8]

## Suicidio
Después de dos intentos fallidos en 1962 y 1968 ingiriendo sobredosis de barbitúricos, Bella Darvi se suicidó el 11 de septiembre de 1971 en Montecarlo mediante envenenamiento por monóxido de carbono luego de encender el horno a gas en su apartamento. Su cuerpo fue hallado diez días después de su muerte. Tenía cuarenta y dos años.
En sus últimos días, le había pedido desesperadamente a Zanuck que le saldara una importante deuda de juego de la cual le era imposible salir. Él se negó rotundamente después de haberse pasado años pagando sus deudas de juego.